# Didymosphaeria
Didymosphaeria — рід грибів родини Didymosphaeriaceae. Назва вперше опублікована 1870 року.

## Історія
Рід Didymosphaeria був описаний Фуккелем у 1870 році для трьох видів аскоміцетів з двоклітинними спорами. Незабаром він став популярним родом для дідимоспористих піренокарпозних аскоміцетів. Це призвело до нинішньої репутації роду як сміттєвого звалища, до якого було віднесено понад 550 таксонів.
Було зроблено декілька спроб переробити рід, зокрема Саккардо (1882), який обмежив рід коричнево-споровими членами, та Scheinpflug (1958), який виключив декілька видів, але дослідив лише 20 % відомих тоді видів. Згодом близько 100 таксонів уже були виключені з роду.

## Поширення
Усі представники роду Didymosphaeria були знайдені на всіх континентах крім Антарктиди, в обох півкулях, хоча жоден із них не був відомий з більш ніж двох континентів.

## Види
База даних Species Fungorum станом на 7.11.2019 налічує 195 видів роду Didymosphaeria (докладнише див. Список видів роду Didymosphaeria).

## Екологія
Усі широко поширені представники роду Didymosphaeria — сапроби, які ростуть здебільшого на мертвій рослинній сировині. Деякі з них є біотрофними. Найпоширеніший вид, Didymosphaeria futilis, зустрічається на всіх видах рослинних матеріалів і навіть на лінолеумі. Усі широко поширені види мають широкий субстрат і ареал господарів. Більшість рідкісних видів мають більш вузьку екологічну амплітуду, але це може бути лише через обмежену кількість наявної інформації. Види, які традиційно розмежовувались за їхніми господарями, такі як трави, бамбук, пальми, кактуси, виявились нерозрізненими і тому були синонімізованими.